# Teoria elit
Elityzm, teoria elit – teoria państwa opisująca i wyjaśniająca relacje władzy we współczesnym społeczeństwie. Twierdzi, że niewielka mniejszość, składająca się z przedstawicieli elit ekonomicznych i sieci planujących politykę posiada władzę w społeczeństwie, bez względu na wyniki wyborów. Dzięki stanowiskom w korporacjach lub zarządach korporacji oraz wywieraniu wpływów na politykę poprzez finansowe wsparcie fundacji, stanowiska w think tankach lub „opiniotwórczych” kręgach, członkowie „elity” mogą wpływać na decyzje ekonomiczne i polityczne.

## Klasyczna teoria elit
Arystokratyczna wersja tej teorii to klasyczna teoria elit, oparta na dwóch założeniach:
1. władza jest sprawowana dzięki odpowiednim stanowiskom w kluczowych instytucjach politycznych i ekonomicznych;
2. psychologiczną różnicą pomiędzy elitą a resztą społeczeństwa jest to, że ta pierwsza dysponuje odpowiednimi cechami osobistymi takimi jak inteligencja lub umiejętności, podczas gdy większość jest niekompetentna i nie jest w stanie rządzić się sama.

## Klasyczni teoretycy

### Vilfredo Pareto
Vilfredo Pareto opowiadał się za psychologiczną i intelektualną wyższością elit względem reszty społeczeństwa. Rozróżniał 2 rodzaje elit
- elity rządzące
- elity nierządzące

Stworzył również teorię krążenia elit, mówiącą, w jaki sposób pewna elita może zostać zastąpiona przez inną.

### Robert Michels
Robert Michels w Żelaznym prawie oligarchii doszedł do wniosku, że formalna organizacja biurokracji nieuchronnie prowadzi do oligarchii, w ramach której organizacje pierwotnie idealistyczne i demokratyczne w przyszłości będą zdominowane przez małe grupy ludzi, którzy osiągnęli wysokie, władcze stanowiska i obsługują własne interesy. Ten problem może występować w dużych organizacjach, ponieważ staje się fizycznie niemożliwe, aby wszyscy zebrali się razem za każdym razem kiedy trzeba podjąć jakąś decyzje. W związku z tym, mała grupa jest odpowiedzialna za podejmowania decyzji. Michels wierzył, że ludzie z tej grupy coraz częściej będą podejmować decyzje, które głównie będą miały na celu utrzymanie ich pozycji, a nie, tak jak powinni, dobre dla ogółu.

### Gaetano Mosca
Gaetano Mosca twierdził, że elity to zorganizowane mniejszości, podczas gdy reszta społeczeństwa to niezorganizowana większość. Klasa rządząca składa się z elity rządzącej oraz sub-elit. Elity cechują się intelektualną, moralną i materialną przewagą.

## Teoretycy elity

### C. Wright Mills
C. Wright Mills, autor książki Elita władzy, opublikowanej w 1956 r. przedstawił nowe spojrzenie na system władzy w Stanach Zjednoczonych. Według niego na ową elitę składa się triumwirat elit biznesu, elit politycznych i wojskowych, który stanowi wyraźnie identyfikowalną, acz nieujednoliconą grupę, sprawującą władzę.
Uznał, iż ta grupa powstaje w procesie racjonalizacji pracy we wszystkich społeczeństwach przemysłowych, w których władza zostaje skoncentrowana w rękach stosunkowo małej, zamkniętej i zdemoralizowanej grupy społecznej. Odzwierciedla to załamanie się polityki jako areny debaty i oznacza przesunięcie dyskusji na czysto formalny poziom.
Te analizy skali makro zmierzały do wykazania, że demokracja degraduje się w obecnych „rozwiniętych” społeczeństwach, oraz że prawdziwa władza nie należy do wybieranych przedstawicieli.

### James Burnham
Praca Jamesa Burnhama Rewolucja menedżerów mówiła o przechodzeniu władzy w ręce menadżerów, zamiast polityków – oddzieleniu własności od zarządzania. Część tych koncepcji została wykorzystana przez paleokonserwatystów Samuela Francisa oraz Paula Gottfrieda w ich teorii państw menedżerskich.

### Robert D. Putnam
Robert Putnam zauważał rozwój techniczny i powiększenie się wiedzy wśród pracowników administracji i innych specjalistycznych grup, i wskazał go jako mechanizm przez który władza omija proces demokratyczny i zostaje rozłożona na doradców oraz specjalistów z danej dziedziny, którzy wpływają na proces podejmowania decyzji.